# Michael Peter
Michael Peter, född den 7 maj 1949 i Heidelberg, Tyskland, död 23 oktober 1997 i Leimen, Tyskland, var en västtysk landhockeyspelare.
Han tog OS-guld i herrarnas landhockeyturnering i samband med de olympiska landhockeytävlingarna 1972 i München.
Därefter tog Peter OS-silver i samma gren i samband med de olympiska landhockeytävlingarna 1984 i Los Angeles.